# Uca (Leptuca) tenuipedis
Uca (Leptuca) tenuipedis is een krabbensoort uit de familie van de Ocypodidae. De wetenschappelijke naam van de soort is voor het eerst geldig gepubliceerd in 1941 door Crane.